# 130 (число)
130 (сто тридцать) — натуральное число, расположенное между числами 129 и 131. Оно не является простым числом, а относительно последовательности простых чисел расположено между 127 и 131.

## Математика
- Сумма цифр числа 130 = 4
- Произведение цифр числа 130 = 0
- Квадрат числа 130 = 16900
- Куб числа 130 = 2197000

Геометрия
- Геометрический угол в 130° относится к разряду тупых углов

Угол в 130 градусов

### Арифметика
- 130 является единственным натуральным числом, равным сумме квадратов своих четырёх наименьших натуральных делителей.

## Химия, физика, астрономия
- MCG 0-4-130 — одно из названий галактики в созвездии Кит
- PK 130-10.1 — иное название планетарной туманности в созвездии Персей
- MCG 9-19-130 — другое название галактики NGC 3738 в созвездии Большая Медведица
- ESO 130-SC5 — другое обозначение NGC 4103

## Биология, медицина, психология
- В семейство двудольных цветковых растений Анноновые входит 130 родов.
- Семейство растений Берёзовые включают в себя 130 видов
- Пажитник включает в свой род около 130 видов
- Стиракс состоит из 130 видов

## География
- Одно из названий города Гаджиево — Мурманск-130
- Высота холма Монмартр равна 130 метров
- Длина Зангезурского хребта 130 км
- Длина реки Италии Ламбро 130 км
- Ширина Оленёкского залива равна 130 км

## В Библии
- 130 — в книге Хроник (2Пар. 24:15) число лет Иодая.
- 130 — в книге Хроник (1Пар. 24:15) число сыновей Гирсоновых, которых созвал Давид, «чтобы носить ковчег Божий».